# Jörg Burzer
Jörg Burzer (* 21. Januar 1970 in Nürnberg) ist ein deutscher Manager. Er ist seit dem 1. Dezember 2021 Vorstandsmitglied der Mercedes-Benz Group.

## Leben
Jörg Burzer absolvierte nach dem Abitur ein technisches Studium an der Universität Erlangen-Nürnberg, das er 1996 als Diplom-Ingenieur abschloss. Im Jahr 2000 folgte die Promotion zum Dr.-Ing. Im Jahr 1999 trat er in die  Daimler-Chrysler AG ein.
Im  Konzern war er unter anderem als Direktor der Produktionssteuerung & Logistik in Tuscaloosa und als Direktor Produkt, Produktionsstrategie & Lieferantenqualität in Peking tätig. Danach  war  Burzer als Vice President verantwortlich für das Qualitätsmanagement Mercedes-Benz Cars.
Burzer leitet im Vorstand das Ressort Produktion und Supply Chain Management. In dieser Funktion steuert er das globale Produktionsnetzwerk mit rund 30 Fahrzeug-, Powertrain- und Batteriestandorten sowie die weltweiten Logistikketten. Jörg Burzer ist seit Dezember 2021 außerdem Mitglied des Vorstands der Mercedes-Benz AG.